# HFX Wanderers FC
A HFX Wanderers FC egy kanadai labdarúgócsapat, amelynek székhelye az Új-Skócia állambeli Halifax városában található. A klub 2019 óta a kanadai első osztályban, a Canadian Premier League-ben szerepel. Hazai mérkőzéseit a 6 500 néző befogadására alkalmas Wanderers Grounds-ban játssza.

## Sikerek
- Canadian Premier League
  - Döntős (1): 2020

## Játékoskeret
2023. április 4. szerint.
| #  |     | Poszt | Név               |
| -- | --- | ----- | ----------------- |
| 1  | CAN | K     | Yann Fillion      |
| 2  | CAN | V     | Daniel Nimick     |
| 3  | CAN | V     | Zachary Fernandez |
| 4  | CAN | V     | Cristian Campagna |
| 5  | CAN | V     | Cale Loughrey     |
| 6  | FRA | KP    | Lorenzo Callegari |
| 7  | CAN | V     | Ryan James        |
| 8  | CAN | CS    | Massimo Ferrin    |
| 9  | FRA | CS    | Théo Collomb      |
| 10 | CAN | CS    | Aidan Daniels     |
| 13 | CAN | KP    | Armaan Wilson     |
| 14 | ENG | KP    | Callum Watson     |

| #  |                                       | Poszt | Név                   |
| -- | ------------------------------------- | ----- | --------------------- |
| 17 | CAN                                   | V     | Wesley Timoteo        |
| 18 | Trinidad és Tobago                    | KP    | Andre Rampersad       |
| 19 | CAN                                   | CS    | Tiago Coimbra         |
| 20 | CAN                                   | V     | Jake Ruby             |
| 22 | CAN                                   | V     | Mohamed Omar          |
| 23 | CAN                                   | V     | Riley Ferrazzo        |
| 24 | CAN                                   | KP    | Tomas Giraldo         |
| 25 | DEN                                   | CS    | Ludwig Kodjo Amla     |
| 30 | Saint Vincent és a Grenadine-szigetek | CS    | Kimani Stewart-Baynes |
| 37 | ENG                                   | CS    | Lifumpa Mwandwe       |
| 99 | CAN                                   | K     | Aidan Rushenas        |
| —  | BRA                                   | CS    | João Morelli          |

## Vezetőedzők
| Név             | Évek                                 |
| --------------- | ------------------------------------ |
| Stephen Hart    | 2018. június 27. – 2022. október 13. |
| Patrice Gheisar | 2022. november 30. – jelenleg is     |

## További hivatkozások
- Hivatalos honlapja